# Doha Diamond League 2016
Navigation
Édition précédente Édition suivante
Le Meeting de Doha 2016 (en anglais : 2016 Doha Diamond League) s'est déroulé le 6 mai 2016 au Qatar SC Stadium de Doha, au Qatar. Il s'agit de la première étape de la Ligue de diamant 2016.

## Résultats

### Hommes
| Rang | Athlète          | Temps           | Points |
| ---- | ---------------- | --------------- | ------ |
| 1    | Ameer Webb       | 19 s 85 (MR,PB) | 10     |
| 2    | Alonso Edward    | 20 s 06 (SB)    | 6      |
| 3    | Femi Ogunode     | 20 s 10         | 4      |
| 4    | Walter Dix       | 20 s 14 (SB)    | 3      |
| 5    | Churandy Martina | 20 s 24         | 2      |
| 6    | Isiah Young      | 20 s 29         | 1      |

| Rang | Athlète          | Temps        | Points |
| ---- | ---------------- | ------------ | ------ |
| 1    | Lashawn Merritt  | 44 s 41      | 10     |
| 2    | Machel Cedenio   | 44 s 68 (SB) | 6      |
| 3    | Abdalelah Haroun | 44 s 81      | 4      |
| 4    | David Verburg    | 45 s 54      | 3      |
| 5    | Tony McQuay      | 45 s 65      | 2      |
| 6    | Isaac Makwala    | 45 s 71      | 1      |

| Rang | Athlète                 | Temps              | Points |
| ---- | ----------------------- | ------------------ | ------ |
| 1    | Asbel Kiprop            | 3 min 32 s 15 (WL) | 10     |
| 2    | Elijah Motonei Manangoi | 3 min 33 s 67      | 6      |
| 3    | Silas Kiplagat          | 3 min 33 s 86      | 4      |
| 4    | Bethwell Birgen         | 3 min 33 s 94      | 3      |
| 5    | Abdi Waiss Mouhyadin    | 3 min 34 s 55 (PB) | 2      |
| 6    | Aman Wote               | 3 min 34 s 58 (SB) | 1      |

| Rang | Athlète                | Temps              | Points |
| ---- | ---------------------- | ------------------ | ------ |
| 1    | Conseslus Kipruto      | 8 min 5 s 13 (WL)  | 10     |
| 2    | Jairus Birech          | 8 min 8 s 28       | 6      |
| 3    | Abraham Kibiwott       | 8 min 9 s 25 (PB)  | 4      |
| 4    | John Koech             | 8 min 9 s 62 (PB)  | 3      |
| 5    | Barnabas Kipyego       | 8 min 10 s 11 (PB) | 2      |
| 6    | Clement Kemboi Kimutai | 8 min 10 s 65 (PB) | 1      |

| Rang | Athlète          | Temps        | Points |
| ---- | ---------------- | ------------ | ------ |
| 1    | Omar McLeod      | 13 s 05 (WL) | 10     |
| 2    | Hansle Parchment | 13 s 05 (SB) | 6      |
| 3    | Orlando Ortega   | 13 s 12      | 4      |
| 4    | David Oliver     | 13 s 16 (SB) | 3      |
| 5    | Dimitri Bascou   | 13 s 33      | 2      |
| 6    | Aries Merritt    | 13 s 37 (SB) | 1      |

| Rang | Athlète          | Marque      | Points |
| ---- | ---------------- | ----------- | ------ |
| 1    | Erik Kynard      | 2,33 m (WL) | 10     |
| 2    | Zhang Guowei     | 2,31 m (SB) | 6      |
| 3    | Marco Fassinotti | 2,29 m      | 4      |
| 4    | Robbie Grabarz   | 2,29 m      | 3      |
| 5    | Derek Drouin     | 2,29 m (SB) | 2      |
| 6    | Donald Thomas    | 2,29 m (SB) | 1      |

| Rang | Athlète          | Marque       | Points |
| ---- | ---------------- | ------------ | ------ |
| 1    | Christian Taylor | 17,23 m (WL) | 10     |
| 2    | Dong Bin         | 17,07 m (SB) | 6      |
| 3    | Alexis Copello   | 16,98 m      | 4      |
| 4    | Roman Valiyev    | 16,77 m      | 3      |
| 5    | Tosin Oke        | 16,73 m (SB) | 2      |
| 6    | Samyr Lainé      | 16,64 m      | 1      |

| Rang | Athlète           | Marque       | Points |
| ---- | ----------------- | ------------ | ------ |
| 1    | Piotr Malachowski | 68,03 m (WL) | 10     |
| 2    | Philip Milanov    | 67,26 m (NR) | 6      |
| 3    | Victor Hogan      | 65,59 m      | 4      |
| 4    | Robert Urbanek    | 65,13 m      | 3      |
| 5    | Daniel Ståhl      | 64,06 m      | 2      |
| 6    | Axel Harstedt     | 62,54 m      | 1      |

### Femmes
| Rang | Athlète                 | Temps              | Points |
| ---- | ----------------------- | ------------------ | ------ |
| 1    | Tori Bowie              | 10 s 80 (WL,MR,PB) | 10     |
| 2    | Dafne Schippers         | 10 s 83            | 6      |
| 3    | Veronica Campbell-Brown | 10 s 91 (SB)       | 4      |
| 4    | Murielle Ahouré         | 11 s 02 (SB)       | 3      |
| 5    | Marie-Josée Ta Lou      | 11 s 05            | 2      |
| 6    | Simone Facey            | 11 s 05            | 1      |

| Rang | Athlète               | Temps              | Points |
| ---- | --------------------- | ------------------ | ------ |
| 1    | Caster Semenya        | 1 min 58 s 26 (WL) | 10     |
| 2    | Habitam Alemu         | 1 min 59 s 14 (PB) | 6      |
| 3    | Eunice Jepkoech Sum   | 1 min 59 s 74 (SB) | 4      |
| 4    | Malika Akkaoui        | 1 min 59 s 93      | 3      |
| 5    | Shelayna Oskan-Clarke | 2 min 1 s 04       | 2      |
| 6    | Chanelle Price        | 2 min 1 s 05 (SB)  | 1      |

| Rang | Athlète                   | Temps              | Points |
| ---- | ------------------------- | ------------------ | ------ |
| 1    | Almaz Ayana               | 8 min 23 s 11 (WL) | 10     |
| 2    | Mercy Cherono             | 8 min 26 s 36      | 6      |
| 3    | Gelete Burka              | 8 min 28 s 49      | 4      |
| 4    | Vivian Jepkemoi Cheruiyot | 8 min 31 s 86      | 3      |
| 5    | Janet Kisa                | 8 min 32 s 13 (PB) | 2      |
| 6    | Viola Jelagat Kibiwot     | 8 min 34 s 50      | 1      |

| Rang | Athlète           | Temps        | Points |
| ---- | ----------------- | ------------ | ------ |
| 1    | Eilidh Doyle      | 54 s 53 (WL) | 10     |
| 2    | Oluwakemi Adekoya | 54 s 87      | 6      |
| 3    | Kaliese Spencer   | 55 s 02 (SB) | 4      |
| 4    | Wenda Nel         | 55 s 17      | 3      |
| 5    | Cassandra Tate    | 55 s 57 (SB) | 2      |
| 6    | Meghan Beesley    | 55 s 72      | 1      |

| Rang | Athlète                | Marque            | Points |
| ---- | ---------------------- | ----------------- | ------ |
| 1    | Sandi Morris           | 4,83 m (WL,MR,PB) | 10     |
| 2    | Nicole Büchler         | 4,78 m (NR)       | 6      |
| 3    | Ekaterini Stefanidi    | 4,73 m (PB)       | 4      |
| 4    | Li Ling                | 4,63 m            | 3      |
| 5    | Nikoléta Kiriakopoúlou | 4,53 m            | 2      |
| 6    | Katie Nageotte         | 4,53 m (SB)       | 1      |

| Rang | Athlète               | Marque          | Points |
| ---- | --------------------- | --------------- | ------ |
| 1    | Caterine Ibarguen     | 15,04 m (WL,MR) | 10     |
| 2    | Yulimar Rojas         | 14,92 m (w)     | 6      |
| 3    | Olga Rypakova         | 14,61 m (SB)    | 4      |
| 4    | Jeanine Assani-Issouf | 14,26 m (PB)    | 3      |
| 5    | Paraskeví Papahrístou | 14,26 m         | 2      |
| 6    | Shanieka Thomas       | 14,10 m         | 1      |

| Rang | Athlète           | Marque       | Points |
| ---- | ----------------- | ------------ | ------ |
| 1    | Tia Brooks        | 19,48 m (PB) | 10     |
| 2    | Anita Marton      | 19,22 m (SB) | 6      |
| 3    | Emel Dereli       | 18,57 m (NR) | 4      |
| 4    | Aliona Dubitskaya | 18,29 m      | 3      |
| 5    | Michelle Carter   | 17,83 m      | 2      |
| 6    | Paulina Guba      | 17,73 m      | 1      |

| Rang | Athlète          | Marque       | Points |
| ---- | ---------------- | ------------ | ------ |
| 1    | Sunette Viljoen  | 65,14 m (SB) | 10     |
| 2    | Kathryn Mitchell | 63,25 m      | 6      |
| 3    | Lü Huihui        | 62,42 m      | 4      |
| 4    | Kathrina Molitor | 62,12 m      | 3      |
| 5    | Brittany Borman  | 61,27 m      | 2      |
| 6    | Martina Ratej    | 60,32 m      | 1      |

## Légende
Records et Performances
- AR : Record continental (area record)
- CR : Record des championnats (championship record)
- MR : Record du meeting (meet record)
- NR : Record national (national record)
- OR : Record olympique (olympic record)
- PR : Record paralympique (paralympic record)
- PB : Record personnel (personal best)
- SB : Meilleure performance personnelle de la saison (season's best)
- WL : Meilleure performance mondiale de l'année (world leader)
- WJR : Record du monde junior (world junior record)
- WR : Record du monde (world record)

Circonstances et Conditions
- DNF : N'a pas terminé (did not finish)
- DNS : N'a pas pris le départ (did not start)
- DQ : Disqualification (disqualification)
- NM : Aucun essai valable enregistré (No Mark)
- Q : Qualifié « directement » au prochain tour (ou à la prochaine compétition), lors d'une compétition majeure, grâce au classement ou à la réalisation des minima (automatic qualifier)
- q : Qualifié au prochain tour (ou à la prochaine compétition), lors d'une compétition majeure, grâce au repêchage ou à la réalisation de l'une des meilleures performances parmi celles des « non qualifiés directement » (grâce au meilleur temps ou à la meilleure distance par exemple) (secondary qualifier)